# Joseph W. Kinzer

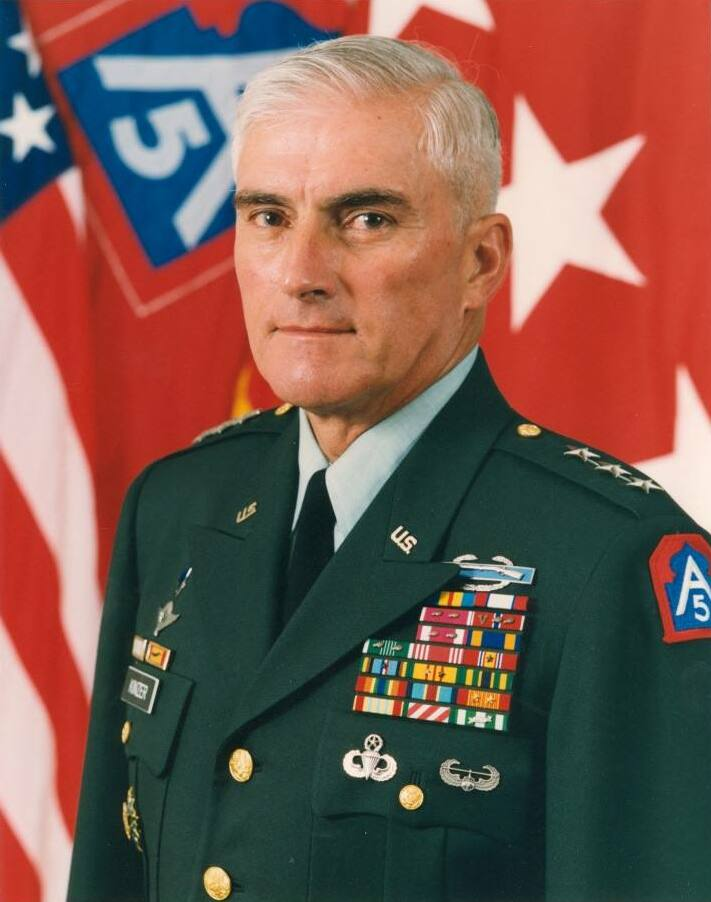
Joseph W. Kinzer

Joseph William Kinzer (* 7. Juli 1939 in Westminster, Carroll County, Maryland) ist ein pensionierter Generalleutnant der United States Army. Er war unter anderem Kommandeur der 5. Armee.
Über die Officers Candidate School gelangte Joseph Kinzer im Jahr 1964 in das Offizierskorps des US-Heeres. Dort wurde er als Leutnant der Infanterie zugeteilt. In der Armee durchlief er anschließend alle Offiziersränge vom Leutnant bis zum Drei-Sterne-General.
Im Lauf seiner militärischen Karriere absolvierte Kinzer verschiedene Kurse und Schulungen. Dazu gehörten unter anderem der Armor Officer Advanced Course, das Command and General Staff College sowie das United States Army War College. Zudem erhielt er akademische Grade von der University of Tampa und der Shippensburg University.
In seinen jüngeren Jahren absolvierte er den für Offiziere in den niederen Rangstufen üblichen Dienst in verschiedenen Einheiten und Standorten in den Vereinigten Staaten. Dazu gehörten auch Aufgaben als Stabsoffizier in verschiedenen Hauptquartieren. Kinzer diente die meiste Zeit in Einheiten der Heeresfliegerei. Er begann seine Laufbahn in Fort Bragg beim 325. Infanterieregiment, das der 82. Luftlandedivision unterstellt war, wo er bis zum Kompaniechef aufstieg.
Zwischen Juni 1967 und Juni 1968 war er im Vietnamkrieg eingesetzt. Nach seiner Rückkehr in die Vereinigten Staaten war er an verschiedenen Standorten als Kommandeur seinem Rang entsprechender Einheiten oder als Stabsoffizier eingesetzt. Zwischenzeitlich absolvierte er die erwähnten Schulen. Zwischen 1977 und 1983 gehörte er in verschiedenen Funktionen der 101. Luftlandedivision an. Dort gehörte er unter anderem der Stabsabteilung G3 (Operationen) an und war Kommandeur eines der Division unterstehenden Bataillons. Daran schloss sich bis 1984 sein Studium am War College an.
Zwischen Juni 1984 und Juni 1985 leitete Kinzer die Stabsabteilung G3 (Operationen) der 82. Luftlandedivision. Anschließend übte er bis September 1986 die gleiche Funktion beim XVIII. Luftlandekorps aus. Zwischen November 1986 und November 1988 kommandierte er die 3. Brigade der 101. Luftlandedivision und war danach bis Februar 1990 Stabsoffizier bei der 82. Luftlandedivision.
In der Folge wurde er an den Panamakanal versetzt, wo er zwischen Februar 1990 und September 1992 das Kommando über die dortigen Heeresstreitkräfte innehatte. Anschließend wurde er in den Generalstab nach Washington, D.C. berufen, wo er zwischen September 1992 und Juni 1994 als Director for Operations, Readiness and Mobilization in der Stabsabteilung G3 für Operationen tätig war. Es folgte eine Versetzung nach Fort Sam Houston in Texas, wo er zwischen September 1994 und Juli 1996 stellvertretender Kommandeur der 5. Armee war. Im Juli 1996 wurde er als Nachfolger von Marc A. Cisneros Kommandeur dieser Armee. Dieses Kommando behielt er bis zu seinem Eintritt in den Ruhestand im Jahr 1998. 

## Beförderungen
- Leutnant: 22. September 1964
- Oberleutnant: 22. März 1966
- Hauptmann: 22. März 1967
- Major: 7. Februar 1974
- Oberstleutnant: 3. August 1979
- Oberst: 1. September 1985
- Brigadegeneral: 1. Juli 1990
- Generalmajor: 1. Juli 1993
- Generalleutnant: 17. Juli 1996

## Orden und Auszeichnungen
Joseph Kinzer erhielt im Lauf seiner militärischen Laufbahn unter anderem folgende Auszeichnungen:
- Defense Distinguished Service Medal
- Army Distinguished Service Medal
- Legion of Merit
- Bronze Star Medal
- Meritorious Service Medal
- Air Medal
- Army Commendation Medal
- Meritorious Service Cross (Kanada)
- Combat Infantryman Badge